# Társaság az Albán Nyelv Egységéért
A Társaság az Albán Nyelv Egységéért (albán Shoqnia e Bashkimit të Gjuhës Shqipe, modernizált helyesírással Shoqëria e Bashkimit të Gjuhës Shqipe) vagy közkeletű rövidítéssel Bashkimi (’Egység’) 1899-ben az akkor még az Oszmán Birodalomhoz tartozó Shkodrában megalapított közművelődési egyesület volt. Fő célja az egységes albán ábécé kidolgozásán és elfogadtatásán keresztül az írott műveltség terjesztése, az albán nyelvű könyvkiadás és az iskolai anyanyelvi oktatás elősegítése volt. A Preng Doçi vezette és alapvetően ferences hátterű egyesület tagjai ki is dolgozták az ún. Bashkimi-ábécét, amely kis módosításokkal a mai albán betűkészlet alapja lett.

## Története

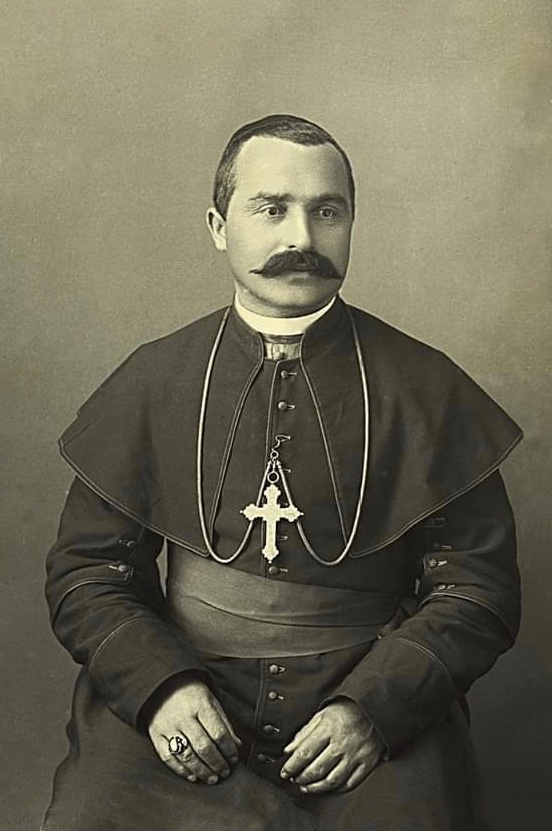
Preng Doçi

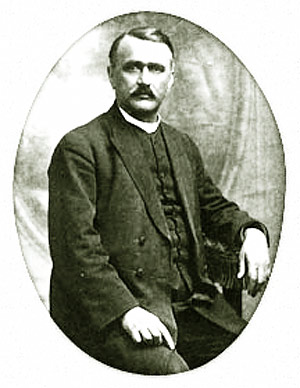
Gjergj Fishta

A Bashkimit 1899-ben Shkodrában alapította meg Preng Doçi, Mirdita apátja. Az egyesület további nevesebb tagjai a ferences Gjergj Fishta és Pashk Bardhi, a jezsuita Ndoc Nikaj, Ndre Mjeda és Lazër Mjeda voltak. A későbbi években Luigj Gurakuqi és Ali Asllani is csatlakozott a társasághoz.
A tagok fő célkitűzése az albán nyelv leírására alkalmas latin betűs ábécé kidolgozása és bevezetése volt. Doçi és Fishta irányításával csakhamar el is készültek a harminchat betűből álló ún. Bashkimi-ábécével. Alapelvük az volt, hogy az ábécé kiejtéskövető legyen, és az albán nyelv sajátos hangzóit diakritikusok (ékezetek és egyéb mellékjelek) nélkül, kettős betűkkel jelöljék (pl. dh, ll, nj). Úgy vélték, ezzel a megoldással a népes albán diaszpórának, illetve a külföldi kiadóknak és nyomdáknak is kedveznek. Ezzel azonban a Mjeda fivérek nem értettek egyet, úgy gondolták, hogy az egyetlen hangot jelölő, írásképileg akár komplexebb (mellékjeles) betűk bevezetése kevesebb olvasási és helyesírási nehézséget okoz. Ezért 1901-ben kiléptek a Bashkimiból, megalapították saját társaságukat Agimi (’Hajnal’) néven, és kidolgozták saját betűkészletüket, az Agimi-ábécét. Munkájuk során bevallottan a horvát ábécéből merítve mellékjeles betűket is felvettek a javaslatukba (pl. č, ž). A római katolikus egyházmegye azzal a céllal, hogy két külön ábécé helyett egy egyesített betűkészletet vezessenek be, 1902. április 30. és május 7. között konferenciát szervezett. Az esemény végeztével a főpapság az Agimi-ábécé mellett tette le a voksát, és elrendelte használatát az egyházmegyei kiadású könyvek és nyomdatermékek vonatkozásában. Az alsó papság azonban a Bashkimi-ábécét támogatta, így a helyzet korántsem oldódott meg. Az 1900-as évek Shkodrájában négy különböző íráskészlettel jelentek meg folyóiratok és könyvek: az arab írásos albán munkák és a még 1879-ben Sami Frashëri által kidolgozott ún. sztambuli ábécé mellett (amely szintén a latin betűkön alapult, de tartalmazott néhány teljesen egyedi karaktert is) az Agimi- és a Bashkimi-ábécé is használatban volt.
Ezen a helyzeten változtatott az ifjútörök forradalmat követően, 1908 júliusában Manasztirban megalakult albán közművelődési egyesület, a Bashkimi. A névegyezés nem volt véletlen: a Fehim Zavalani vezetésével létrejött társaság a shkodrai Bashkimi-ábécé bevezetését szorgalmazta. Az albán lakta területek egészére kiterjedő szervezőmunkájuk eredményeként 1908. november 14. és 22. között kerülhetett sor arra a manasztiri kongresszusra, amelynek feladata a lehetőségek alapos számbavételével a régóta várt döntést meghozatala volt az egységes albán ábécé kérdésében. A shkodrai Bashkimi képviseletében Gjergj Fishta és Luigj Gurakuqi vett részt a konferencián. Végül határozott döntés nem született. Az Agimi-ábécét a résztvevők ugyan lesöpörték az asztalról, és abban maradtak, hogy kisebb módosításokkal a Bashkimi-ábécé lenne a legalkalmasabb az albán nyelv leírására, ugyanakkor a három évtizedes, megszokottá vált sztambuli ábécé használatához is megengedően viszonyultak. A rá következő évben megrendezett elbasani kongresszus helybenhagyta a manasztiri döntést, ezzel szabad utat biztosított a Bashkimi-ábécé térnyeréséhez.
A manasztiri Bashkimi egyesület még 1909. szeptember 10-én elindította a Bashkim’i Kombit (’Nemzeti Egység’) című lapot, amelynek szerkesztésében Gjergj Qiriazi is részt vett, de 1910-ben a lappal együtt a társaság is megszűnt. A shkodrai Bashkimi az elkövetkező években tovább folytatta a már megalakulásuktól megkezdett közművelődési tevékenységet: kiadtak több albán nyelvű tankönyvet, olvasókönyvet, valamint 1908-ban egy albán–olasz szótárt is. 1910 januárjában Ndoc Nikaj megalapította a Koha (’Az Idő’) című közéleti hetilapot, amelyet második számától átkeresztelt Bashkimira, ezzel is jelezve az 1912-ig megjelenő folyóirat szellemi hátterét. Albánia függetlenségének kikiáltása, 1912 után a társaság tevékenysége fokozatosan megszűnt.

## Bashkimi társaságok az albánság körében
Nem csak a shkodrai és a manasztiri társaság viselte a 20. század elején a Bashkimi (’Egység’) nevet, több más hazafias vagy politikai egyesület is Bashkimi néven vonult be a történelembe. Ezek rövid áttekintése nem lehet haszontalan, figyelembe véve, hogy a hozzájuk kapcsolódó információk gyakran a forrásokban is összemosódnak.
- A korábban három különböző hazafias szervezetbe tömörülő romániai albánok 1906-ban Bashkimi néven egyesítették társaságaikat.[12]
- Az ifjútörök forradalmat követően 1908-ban Konstantinápolyban megalakult a Bashkimi klub, történelmi utalásul az 1877-ben létrejött, az albánok jogaiért harcoló Sztambuli Bizottságra(wd), amelynek korabeli alternatív elnevezése szintén Bashkimi volt.[13]
- Bashkimi néven működött Janinában (1900-as évek) és Kairóban (1910) is egy-egy albán hazafias klub.[14]
- 1922-ben Avni Rustemi Bashkimi néven alakított ifjúsági szervezetet, amely a hatalmát építő Amet Zogu radikális ellenzékeként határozta meg magát.[15]
- Az 1924-es júniusi forradalom leverését követően az országot elhagyni kényszerülő politikusok Ali Këlcyra vezetésével Bashkimi Kombëtar (’Nemzeti Egység’) néven hozták létre emigráns politikai szervezetüket.[16]